# دهستان خدابنده‌لو
دهستان خدابنده‌لو نام دهستانی در بخش مرکزی شهرستان صحنه، استان کرمانشاه در ایران است. براساس سرشماری مرکز آمار ایران در سال ۱۳۸۵، جمعیت آن ۳۳۸۹ نفر (۸۸۵ خانوار) بوده‌است.